# Египетски скакалец
Египетските скакалци (Anacridium aegyptium) са вид насекоми от семейство Полски скакалци (Acrididae).
Разпространени са в по-голямата част от Евразия и в Северна Африка. Едни от най-едрите европейски скакалци, те достигат 30-55 mm дължина при мъжките и 65-70 mm при женските. Хранят се главно с листа, като живеят поединично и не са заплаха за земеделските насаждения.